# Pięstówka
Pięstówka – sport drużynowy, w którym biorą udział dwie drużyny po 8-18 graczy, mające za zadanie przebić piłkę na stronę przeciwnika w taki sposób, żeby nie mógł jej odbić z powrotem. Dyscyplina ta jest bardzo podobna do siatkówki, której rozwój doprowadził do marginalizacji pięstówki. Jej największa popularność w Polsce przypada na okres przed II wojną światową, a spośród regionów Polski najczęściej grana była na Górnym Śląsku.